# برجاد

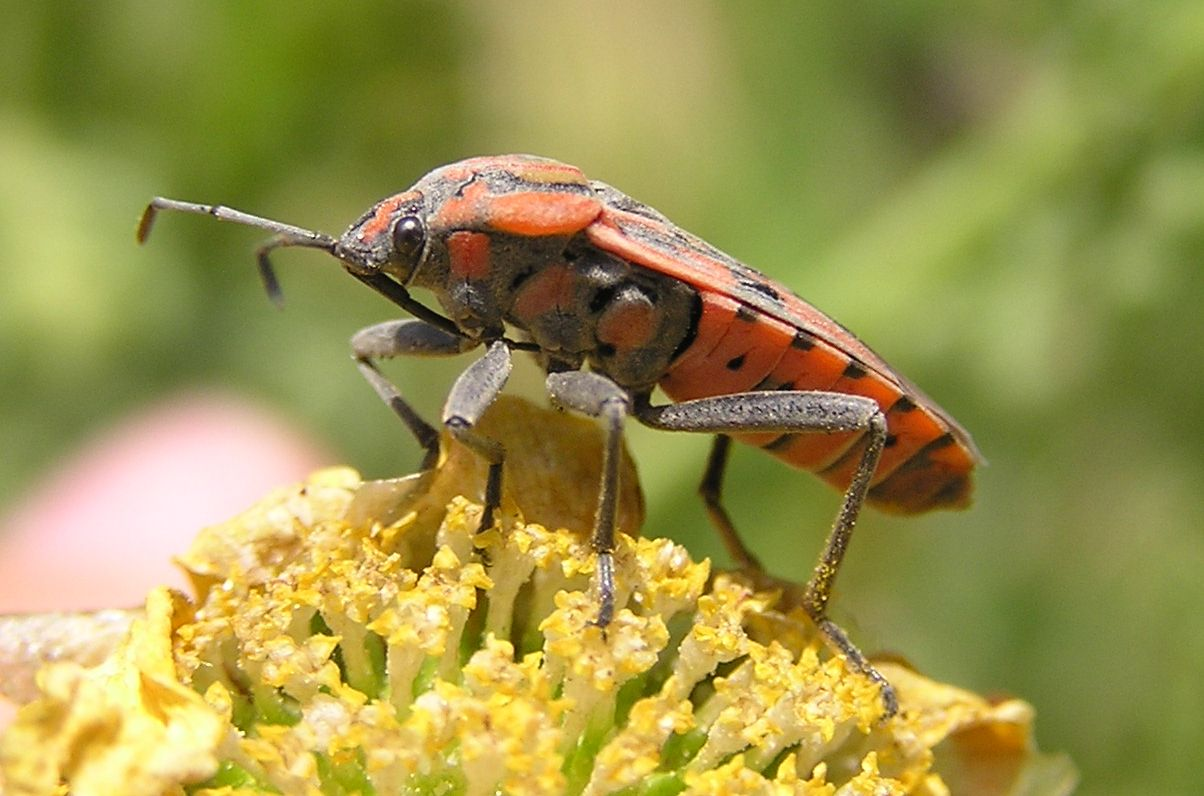
البَُرْجَاد هو أحد حشرات الحلقة الصدرية الثالثة (الخلفية) ويحمل الزوج الثالث من الأرجل. وتُسمَّى الحلقة العلوية منه جُنْبُذَة البرجاد أما الجزء السفلي منه فيُسمَّى الثِّعْلِيل. ويُسمَّى الجزء الوسطي من حلقة البرجاد السفلى حُذْفُور البرجاد. أما الجزء الذي يوصل البرجد بالبرجاد فَيُسمَّى زُرُّ البرجاد.

البَُرْجَاد (بالإنجليزية: Metathorax) هو أحد حشرات الحلقة الصدرية الثالثة (الخلفية)  ويحمل الزوج الثالث من الأرجل. وتُسمَّى الحلقة العلوية منه جُنْبُذَة البرجاد (بالإنجليزية: Metanotum)‏ أما الجزء السفلي منه فيُسمَّى الثِّعْلِيل (بالإنجليزية: Scutum). ويُسمَّى الجزء الوسطي من حلقة البرجاد السفلى حُذْفُور البرجاد (بالإنجليزية: Metastrenum)‏. أما الجزء الذي يوصل البرجد بالبرجاد فَيُسمَّى زُرُّ البرجاد (بالإنجليزية: Metepimerium)‏.
تحتوي جميع أجزاء الصدر الثلاثة لدى الحشرات على زوج من الأرجل؛ رجلين في فلقة الصدر الأمامية، ورجلين في فلقة الصدر الوسطى وكذلك زوج الجناحين الأولين، ورجلين في فلقة الصدر الخلفية ويعلوهما زوج الأجنة الثاني (الأجنحة الخلفية) .  ومع ذلك، قد يكون هذا أيضًا مفقودًا أو متحولًا إلى عظام الترقوة المتذبذبة (أثقال (أحياء)).